# Zwiefalter Aach
Die Zwiefalter Aach oder Zwiefalter Ach ist ein Fluss in den Landkreisen Reutlingen und Biberach in Baden-Württemberg. Sie ist ein linker Nebenfluss der Donau.

## Verlauf
Der Aachursprung ist die Wimsener Höhle, aus der die Zwiefalter Aach ausfließt. Sie bekommt kurz danach Zufluss vom sehr viel längeren Hasenbach, der zwei Kilometer nördlich im Glastal entspringt. Anfangs fließt die Zwiefalter Aach südwärts, durchquert den Zwiefalter Ortsteil Gossenzugen und anschließend Zwiefalten selbst, wo von Südwesten her der Kesselbach zumündet. Nach alten Karten wurde dieser früher Kessel-Aach genannt, der Abschnitt der Zwiefalter Aach unterhalb des Zuflusses Aach, was den Ortsnamen Zwiefalten (‚zweifach, zweigeteilt‘) erklärt. 
Die Zwiefalter Aach zieht ab diesem größten Ort an ihrem Lauf südostwärts. Nach der Bebauungsgrenze läuft von Norden her das trockene Altental zu, danach ebenfalls von links und durch Baach ein kurzer und abschnittsweise unbeständiger Zulauf aus dem Ganstal. Sie fließt daraufhin unter der Bundesstraße 312 hindurch, der letzte Ort Attenhöfen von Zwiefalten liegt danach wenig zurückgesetzt in einem kurzen rechten Nebental. Abwärts tritt die Zwiefalter Aach in den Landkreis Biberach über und erreicht hinter der Kreisgrenze bald das am linken Ufer des Stromes liegende Dorf Zwiefaltendorf, durch das hindurch sie in die Donau mündet.

## Einzelnachweise

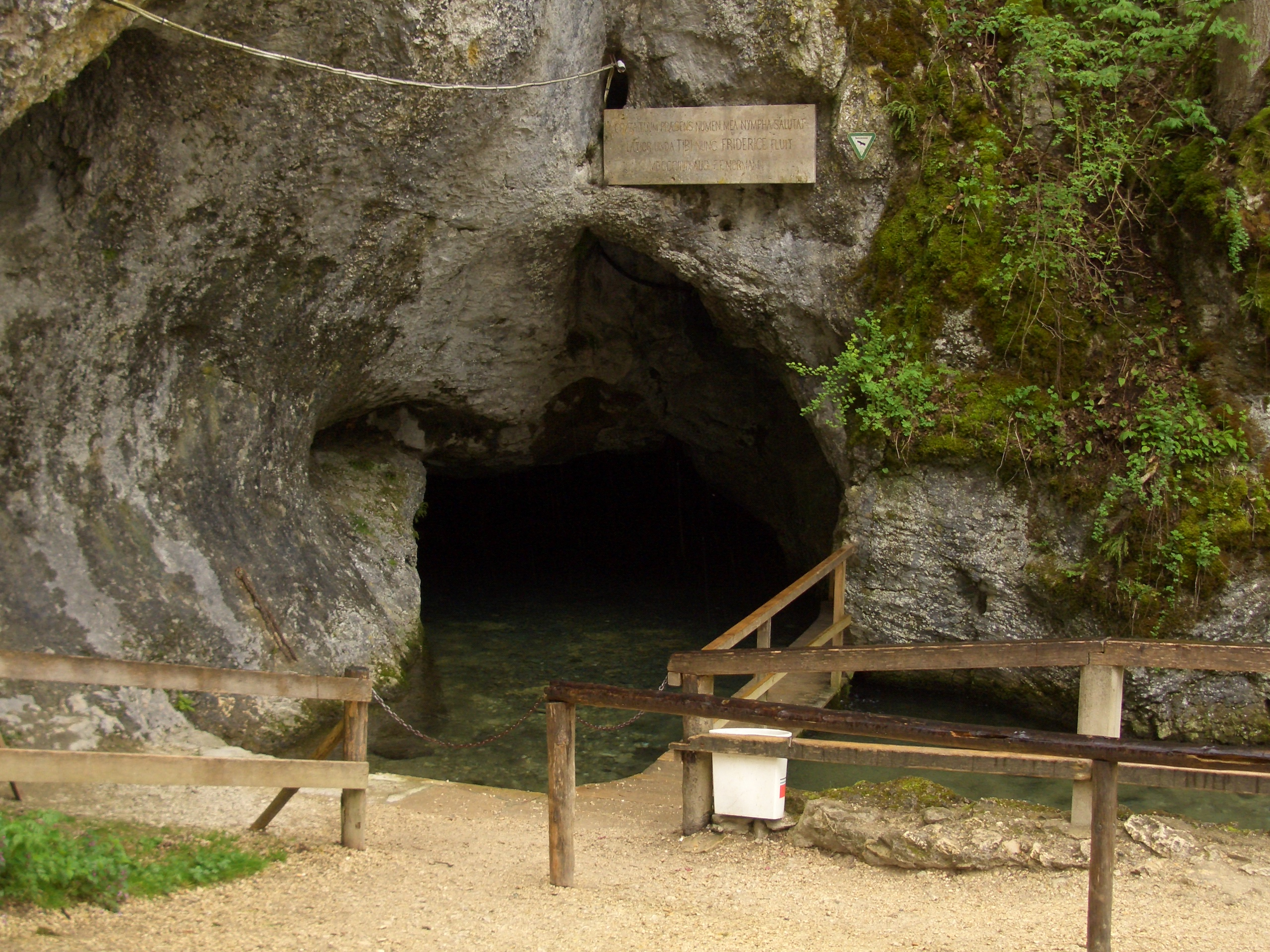
Eingang der Wimsener Höhle, in der sich die Quelle befindet

## Zuflüsse
- Hasenbach (links)
- Kesselbach (rechts)